# Centre de sismologie de Californie du Sud
Le Centre de sismologie de Californie du Sud (en anglais : Southern California Earthquake Center ) ou SCEC est issue de la collaboration de plus de 1 000 scientifiques répartis dans 100 instituts de recherche et dont les missions sont de mener des recherches sur les séismes dans en Californie du Sud et ailleurs dans le monde en collectant des données, en menant des études théoriques et en effectuant des simulations numériques, d'intégrer les informations d'une manière holistique en se basant sur la physique des phénomènes sismiques, et enfin de communiquer ce savoir aux utilisateurs finaux et à la société en tant que connaissances utiles pour réduire le risque lié aux séismes et améliorer la résilience sociétale.
Le siège du Centre de sismologie de Californie du Sud se trouve à l'Université de Californie du Sud. Le SCEC s'associe à de nombreuses autres organismes de recherche, d'éducation et de sensibilisation dans de nombreuses disciplines.

## Historique
Le SCEC est fondé en tant qu'institut scientifique et technologique le 1er février 1991, avec un financement conjoint de la National Science Foundation (NSF) et de l'United State Geological Survey (USGS). Le SCEC est financé en tant qu'institut autonome dans le cadre d'accords de coopération avec les deux agences en quatre phases consécutives : SCEC2, du 1er février 2002 au 31 janvier 2007 ; SCEC3, du 1er février 2007 au 31 janvier 2012 ; SCEC4, du 1er février 2012 au 31 janvier 2017 ; et SCEC5, du 1er février 2017 au 31 janvier 2022.

## Locaux
Le siège du SCEC est situé sur le campus University Park de l'Université de Californie du Sud, au sud du centre-ville de Los Angeles. Les bureaux administratifs sont situés au premier étage du Zumberge Hall of Science (ZHS) sur Trousdale Parkway. Les autres installations au ZHS comprennent notamment un espace de sensibilisation et d'éducation, des bureaux de développement de logiciels et de recherche informatique, un laboratoire informatique pour le premier cycle universitaire, les bureaux de la direction ainsi que plusieurs salles de réunion.
Le California Institute of Technology abrite sur son campus de Pasadena le Southern California Earthquake Data Center, un centre de données, permettant notamment l'archivage de données sismiques dont les plus anciennes datent de 1977.

## Recherche
Le SCEC coordonne la recherche fondamentale sur les phénomènes sismiques en Californie du Sud, zone de forte activité sismique, comme principal laboratoire naturel. Actuellement, plus de 1 000 professionnels liés à la sismologie participent aux projets du SCEC. La vision scientifique à long terme du SCEC est de développer des modèles dynamiques des phénomènes sismiques afin de les rendre les plus complets possibles, intégratifs, vérifiés, prédictifs et réalistes par rapport aux observations. L'objectif scientifique du projet principal est de fournir de nouveaux concepts qui peuvent améliorer la prédiction des séismes, de nouvelles données pour tester les modèles et une meilleure compréhension des incertitudes des modèles. Le SCEC est l'une des trois institutions (l'autre étant le California Geological Survey et l'USGS ) qui forment le groupe de travail sur les probabilités de séisme en Californie (WGCEP) et qui a créé le programme de prédiction des séismes en Californie (UCERF). La version actuelle, avec les derniers résultats prévisionnels, est connue sous le nom d'UCERF3.

## Programmes éducatifs et grand public
L'initiative Earthquake Country Alliance, administrée par le SCEC, est un partenariat privé-public qui implique de nombreuses associations et institutions. Elle organise de nombreuses activités auprès du grand public dans toute la Californie, notamment de préparation aux catastrophes sismiques, de gestion des crises provoquées par les séismes, et de résilience après de tels évènements.

## Prix et médailles
En 2021, le SCEC reçoit le prix HPCwire Editors' Choice Award pour « la meilleure utilisation d'un supercalculateur (HPC) en Sciences physiques ». Le site d'information spécialisé HPCwire qui décerne le prix précise par ailleurs que les travaux récompensés concerne « les modèles dynamiques des processus sismiques, améliorant la prévisibilité des séismes et permettant de promouvoir une société plus résiliente face aux séismes. »